# Ibotirama (ort)
Ibotirama är en ort i Brasilien.   Den ligger i kommunen Ibotirama och delstaten Bahia, i den östra delen av landet, 600 km nordost om huvudstaden Brasília. Ibotirama ligger 426 meter över havet och antalet invånare är 17 354.
Terrängen runt Ibotirama är platt västerut, men österut är den kuperad. Terrängen runt Ibotirama sluttar västerut. Det finns inga andra samhällen i närheten.
Omgivningarna runt Ibotirama är huvudsakligen savann. Runt Ibotirama är det glesbefolkat, med 15 invånare per kvadratkilometer.